# Farizeusok
A farizeusok egy ókori, szigorú vallási elveket valló zsidó párt volt, amelynek tagjai életüket azáltal kívánták Istennek szentelni, hogy az előírásokat szigorúan megtartották. A farizeusok a kortól függően politikai párt, szociális mozgalom vagy gondolati iskola szerepét töltötték be a Második Templom korában (Kr. e. 536 és Kr. u. 70 között). A Templom pusztulása után belőlük alakult ki a judaizmus legelterjedtebb, rabbinikus változata.
A mai szóhasználatban a farizeus szót a képmutató, álszenteskedő emberekre használják, pejoratív értelemben, mivel Jézus az Újszövetségben ekként bírálta őket.

## A név eredete
A farizeus név a héber perushimból ered, ami a parash, „elválasztani” szóból származik.

## Történetük
Történelmük korai szakaszában a farizeusok a szadduceusok ellentáboraként léteztek. A két csoport közötti ellentétek a Júda babilóniai fogságát követő Második Templom korában élő zsidóság sokkal szélesebb viszályainak voltak részei. Ezek egyike a társadalmi osztályok, a gazdagok és a szegények között zajlott, a második kulturális természetű volt a hellenista behatásokat kedvelő és ellenző csoportok között, míg a harmadik, a legfontosabbnak és a legnagyobb jelentőségűnek bizonyuló viszály vallásjogi területen volt azok között, akik a Templom fontosságát hangsúlyozták, és azok között, akik a mózesi törvényeket és prófétai értékeket érezték a zsidóság alapjának. Ez a viszálykodás gyakorlatilag a Második Templom teljes korára kiterjedt abban a nagyon fontos időben, amikor a Templomnak óriási tekintélye, de megkérdőjelezhető törvényessége volt, és amikor a Tóra (Ószövetség) és a Biblia szent írásait összegyűjtötték, szerkesztették és hitelesítették/szentesítették. Általánosságban beszélve míg a szadduceusok konzervatív, arisztokratikus monarchisták voltak, a farizeusoké válogatott, népszerű és demokratikusabb csoport volt. A farizeusok úgy tartották, hogy a Tanakh, a héber Biblia, vagyis a Törvény könyvei mindig is szóbeli hagyományokkal együtt voltak tanítva, a szadduceusokkal ellentétben, akik a törvények kizárólagosan betű szerinti értelmezésében hittek. A szadduceusok és az esszénusok szemszögéből a farizeusok egy liberálisabb vonalat képviseltek a törvény értelmezésének rugalmasságában. Ezek az ellentétek a népszerű nyelvezetben fennmaradt hagyományokból is jól érezhetőek: „Egy művelt mamzernek (tiltott kapcsolatból származó számkivetett gyermek) (jogi/vallási vitában) mindig előnye van egy műveletlen főpappal szemben.”

## Farizeus a mai szóhasználatban
A farizeus szót ma átvitt értelemben, elsősorban a képmutató, álszenteskedő emberekre használják. E negatív köznapi jelentés elterjedése elsősorban a Biblia újszövetségi részében írtaknak tulajdonítható. Ugyanis az újszövetségi történetekben sokszor megjelenő, az ószövetségi törvények betűjéhez szigorúan ragaszkodó, nagy buzgóságot mutató farizeusokat Jézus külsőséges vallásosságúnak tartva sokat bírálta, és gyakran kapcsolta nevükhöz a képmutató jelzőt. „Jaj néktek, képmutató írástudók és farizeusok, mert hasonlatosak vagytok a meszelt sírokhoz, amelyek kívülről szépeknek tetszenek, belül pedig holtaknak csontjaival és minden undoksággal rakottak.” (Mt. 23–13., Károli-biblia)